# Patonay Imre
Patonay Imre (Körmend, 1953. augusztus 7. –) magyar kosárlabdaedző.
A Kölcsey utcai általános iskolában kezdte tanulmányait, amit a szintén helyi Kölcsey Ferenc Gimnáziumban folytatott, majd Pécsen diplomázott mind testnevelő-földrajz szakos tanár.
1974-ben kezdett dolgozni a körmendi Somogyi Béla Általános Iskolában, ahol azóta is tanít és tartozik az alapító tanárok közé. Ezen idő alatt többek között olyan sportolók nevelődtek az iskolában, mint Németh István, Trummer, Fodor Gergely és Márton válogatott kosárlabdázók. 1993 és 2002 között az iskola igazgatója volt, majd négy évig igazgatóhelyettes.
15 éves korában már az NB III-as körmendi foci csapat tagja, később az NB II-es PEAC csapatát is erősítette, de élete meghatározó sportja a kosárlabda. Ott volt már a körmendi kosárlabda születésénél, mint játékos és volt a csapat kapitánya, amikor elérték első komoly sikerüket, 1976-ban feljutottak az NB 1-be.
1987-ben már vezetőedző volt, amikor a gárda sporttörténelmet írva első vidéki csapatként bajnokságot nyert. Szintén ő vezette a Rába parti piros-feketéket az 1996-os bajnoki címig is és még négy magyar kupa győzelemig. 2003-ban szakmai igazgatóként segítette a klubot harmadik bajnoki címéhez. 1992 és 1996 között a Magyar Válogatott szövetségi kapitánya volt ahol együtt dolgozott többek között Dávid Kornéllal és Gulyás Róberttel, illetve több évig tevékenykedett az utánpótlás válogatottaknál. Kiemelkedő sikerei közé tartozik a körmendi csapat nemzetközi kupa szereplése amely során többek között olyan csapatokat is legyőztek mint az akkori spanyol kupa győztes Manresa, az olasz Verona vagy éppen az akkori jugoszláv kupagyőztes Buducnost Podgorica.
2010-ben rég nem látott produkcióval rukkolt ki csapatával, akkor már a ZTE gárdájával 22 zsinórban szerzett győzelemmel kezdték a szezont, majd a végén nyerték meg a Magyar Kupát és Bajnokságot is. 2012 nyarától a soproni férfi kosárlabda csapat szakmai tanácsadójaként dolgozik és vezetője a közvetlen utánpótlás csapatnak. A Sopron is komoly sikereket ér el szaktudásának és szakmai irányításának köszönhetően. 2018-tól a DEAC szakmai tanácsadója. A legendás szakember márciusban érkezett Debrecenbe, leigazolása pedig telitalálatnak bizonyult, hiszen a többhónapos nyeretlenségi sorozat már az első mérkőzésen meg is szakadt. 
A 2019-es önkormányzati választáson független jelöltként indult Körmend polgármesteri posztjáért, de a 49,14 százaléknyi szavazata nem volt elegendő a mandátumhoz.
A Magyar Kosárlabdázók Országos Szövetsége szakmai bizottságának tagja, utánpótlás koordinátor. 2005-ben a magyar kosárlabda halhatatlanjai közé választották.
Két gyermeke van, Sára,  és Ádám, aki sportmenedzserként dolgozik.